# Biznes Informacje
Biznes Informacje – program informacyjno-publicystyczny o tematyce gospodarczej nadawany na antenie Polsat News od poniedziałku do piątku o 18:00. Dawniej emitowany na antenie Polsat News 2 (dawniej Polsat Biznes). W programie prezentowane i komentowane są aktualne wydarzenia ekonomiczne w Polsce i na świecie.